# Garde camerounaise
« Garde indigène (Cameroun) » redirige ici. Pour les autres significations, voir Garde indigène.
La Garde camerounaise est une force de police coloniale (de) au Cameroun français.

## Historique
Le corps est créé le 21 février 1923 sous le nom de Garde indigène. Il opère en parallèle de la Garde régionale (créée en 1919) et du régiment de tirailleurs du Cameroun, remplacé en 1925 par le bataillon de milice du Cameroun,,.
En 1947, elle prend le nom de Garde camerounaise. Dans l'après-guerre, elle composée de pelotons mobiles montés ou portés. Elle est commandée par un capitaine et encadrée par quatorze sous-officiers de la gendarmerie française. Elle est réorganisée en 1955 pour faire face au mouvement indépendantiste de l'Union des populations du Cameroun : de nouveaux pelotons sont créés et le nombre de cadres gendarmes est augmenté. En 1956, la Garde compte 1 500 hommes et opère dans le cadre de la guerre du Cameroun. Les 740 hommes de la Garde camerounaise passent le 1er janvier 1959 sous le command{ement du nouveau gouvernent sous tutelle camerounais et fusionnent le 1er avril 1960 dans la nouvelle gendarmerie nationale camerounaise.